# اتزیار باکرو
اتزیار باکرو (انگلیسی: Itziar Bakero؛ زادهٔ ۲۴ ژوئیهٔ ۱۹۶۹) بازیکن فوتبال اهل اسپانیا است.